# Gatans kungar
Gatans kungar (engelska: Defiance) är en amerikansk kriminalfilm från 1980 i regi av John Flynn med Jan-Michael Vincent, Art Carney och Theresa Saldana i huvudrollerna. Filmen är en av Jerry Bruckheimers tidigaste produktioner.

## Rollista
- Jan-Michael Vincent – Tommy
- Theresa Saldana – Marsha
- Art Carney – Abe
- Danny Aiello – Carmine
- Rudy Ramos – Angel Cruz
- Lee Fraser – Bandana
- Lenny Montana – Whacko
- Joseph Campanella – Karenski
- Santos Morales – Paolo
- Fernando López – Kid
- Frank Pesce – Herbie